# Karlīne Štāla
Karlīne Štāla (ur. 5 marca 1986 roku w Rydze) – łotewska zawodniczka startująca w wyścigach samochodowych.

## Kariera
Štāla rozpoczęła karierę w wyścigach samochodowych w 2003 roku od startów w Baltic Toyota Yaris Cup, gdzie uplasowała się na dwunastej pozycji. W późniejszych latach Łotyszka pojawiała się także w stawce Legends Trophy Finland, Belgijskiej Formuły Renault 1.6, Baltic Touring Car Championship, Spanish Prototype Open Championship, Radical European Master Series oraz World Touring Car Championship, Fińskiej Formuły 3, Niemieckiej Formuły 3, Benelux Radical Cup oraz Mitjet 2L Supersport.